# جکسی
جکسی (به انگلیسی: Jexi) یک فیلم کمدی رمانتیک آمریکایی محصول سال ۲۰۱۹ و به کارگردانی و نویسندگی جان لوکاس و اسکات مور است. در این فیلم بازیگرانی همچون آدام دیواین، الکساندرا شیپ، مایکل پنیا، رز بیرن، جاستین هارتلی، چارلین وای، واندا سایکس و کید کادی ایفای نقش کرده‌اند.